# Santa Maria dell'Orazione e Morte

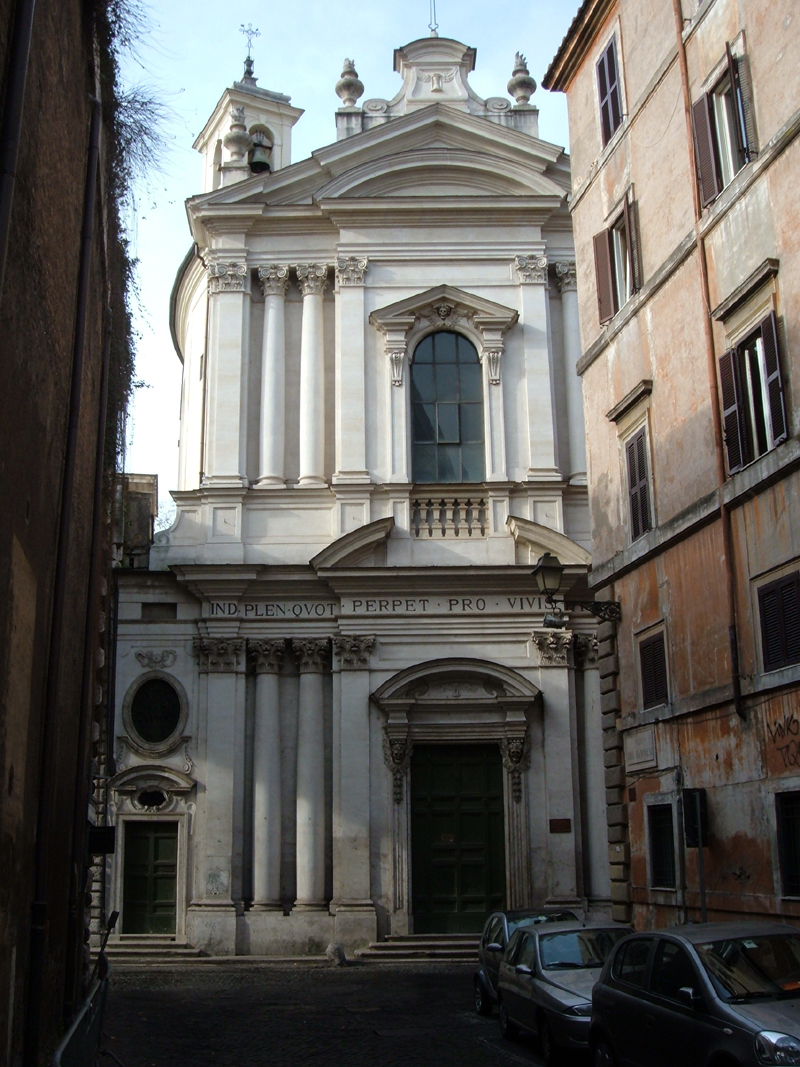
Santa Maria dell'Orazione e Morte.

Santa Maria dell'Orazione e Morte (en italià Santa Maria de l'Oració i la Mort) és una petita església de Roma. Construïda per primer cop el 1575, l'església va ser totalment reconstruïda el 1733 per Ferdinando Fuga. La confraria que va construir-la era la responsable d'enterrar els morts abandonats de Roma. Destaquen les calaveres llorejades de la façana d'entrada i altres imatges que fan referència a la mort.